# 늑대의 후예들
《늑대의 후예들》(프랑스어: Le Pacte des loups)/(영어: Brotherhood of the Wolf)는 2001년에 개봉한 프랑스의 영화이다.

## 줄거리
프랑스 혁명 중, 드아셰르 후작은 자신의 성에서 회고록을 쓰고 있다. 그는 1764년 신비한 짐승이 제보당 백작령을 공포에 떨게 했던 경험을 회상한다. 루이 15세의 왕실 박물학자인 기사 그레고르 드 프랑삭과 그의 이로쿼이 연맹인 마니가 짐승을 잡기 위해 도착한다. 프랑삭은 지역 백작의 딸 마리안 드 모란지아에 관심을 갖게 되는데, 그녀의 오빠인 장-프랑수아는 열렬한 사냥꾼이자 세계 여행가였으며, 해외에서 팔을 심하게 다쳐 쓸모없게 되었다. 프랑삭은 또한 지역 매춘소의 이탈리아인인 창녀 실비아에게도 흥미를 느낀다.
또 다른 희생자를 조사하던 중, 프랑삭은 강철로 만든 송곳니를 발견한다. 트라우마를 겪은 어린 목격자는 짐승이 인간 주인에게 조종당한다고 증언한다. 조사가 성과를 거두지 못하자, 국왕의 무기 책임자인 보테른 경이 짐승을 없애기 위해 도착하고, 프랑삭은 파리로 돌아간다. 그는 짐승이 사실 비밀 사회의 도구라는 것을 깨닫는다. 늑대의 형제단은 국왕에 대한 대중의 신뢰를 약화시키고 궁극적으로 국가를 장악하기 위해 활동하고 있다. 제보당으로 돌아가자 실제 짐승의 공격이 계속되고, 프랑삭은 짐승의 살육을 끝내기 위해 돌아온다. 마리안과의 비밀 만남에서 그들은 짐승에게 공격받지만, 짐승은 신비롭게도 그녀를 공격하지 않는다.
프랑삭, 마니, 그리고 젊은 후작은 숲으로 향하고 짐승을 잡기 위한 함정을 설치한다. 짐승은 심하게 다치지만 탈출한다. 마니는 혼자 추격에 나서고, 그곳에서 짐승의 우리로 사용되는 카타콤을 발견하는데, 그곳은 형제단이 거주하고 있었다. 수적으로 열세인 마니는 총에 맞아 사망한다. 프랑삭은 마니의 시신을 발견하고 검시를 통해 은제 탄환을 찾아내는데, 이는 장-프랑수아의 특징적인 탄약 선택이었다. 분노에 찬 복수심에 프랑삭은 카타콤으로 가서 많은 단원들을 학살하지만, 지역 당국에 제압되어 투옥된다.
실비아는 감옥에서 그를 방문하여 자신이 성좌 (가톨릭)의 스파이라고 밝힌다. 그녀는 형제단의 지역 사제이자 지도자인 앙리 사르디스가 프랑스에 대한 신의 숭배를 회복하고 있다고 믿는다고 설명한다. 교황 클레멘스 13세는 사르디스가 미쳤다고 판단하여 그를 제거하기 위해 그녀를 보냈다고 한다. 그녀는 프랑삭이 너무 많은 것을 알고 있다며 그를 독살한다. 한편, 장-프랑수아는 마리안의 방으로 와서 자신이 짐승의 주인이라고 밝힌다. 짐승이 그녀에게 접근했을 때 그녀에게서 자신의 냄새를 인식했기 때문에 공격하지 않았다는 것이다. 그가 그녀의 접근을 거부하자 그는 그녀를 강간한다.
실비아의 요원들이 프랑삭을 파묘하고 그는 형제단의 설교 중 하나에 나타난다. 그는 장-프랑수아를 포함한 여러 단원들을 죽이는데, 장-프랑수아는 자신이 다쳤다고 알려진 팔을 다시 사용할 수 있게 되었다고 밝힌다. 사르디스는 산으로 도망치지만, 늑대 무리에게 물려 죽는다. 프랑삭과 후작은 심하게 다친 짐승의 은신처로 간다. 짐승은 장-프랑수아가 아프리카에서 새끼 때 데려온 사자였으며, 잔인하게 변하도록 고문당하고 가시 박힌 금속 갑옷을 입도록 훈련받은 것으로 밝혀진다. 프랑삭은 연민을 느끼고 자비롭게 짐승을 죽인다.
드아셰르 후작은 혁명 군중에 의해 처형당하기 직전에 자신의 기록을 마친다. 그는 짐승의 죽음 이후 프랑삭과 마리안에게 무슨 일이 일어났는지 모른다고 말하지만, 어딘가에서 그들이 함께 행복하기를 바란다. 마지막 장면은 프랑삭과 마리안이 프레르 루프(늑대 형제)라는 배를 타고 항해하는 모습을 보여준다.

## 한국판 성우진(KBS) (2002년 8월 24일)
- 이정구 - 프롱사크(사무엘 르 비앙)
- 정옥주 - 마리안느(에밀리 드켄)
- 오세홍 - 장 프랑(뱅상 카셀)
- 이선 - 실비아(모니카 벨루치)
- 김승준 - 토마(제레미 르니에르)
- 구자형 - 마니(마크 다카스코스)
- 이종구 - 살모트로타 대위(에릭 프랫)
- 최흘 - 사르디 신부(장 프랑소와 스테베닌)
- 안종국 - 장 프랑/마리안느의 아버지(장 얀느)
- 박상일 - 라퐁 주지사(베르나르 파시)
- 이근욱 - 드몽강 공작(장 루프 울프)
- 김새영 - 토마의 아버지(한스 마이어) / 해설(자크 페렝)
- 유명숙 - 장 프랑/마리안느의 어머니(에디뜨 스콥)
- 한호웅 - 막심(니콜라스 바우데)
- 이규석 - 약탈자(스테판 피오프트)
- 민지 - 유모(고디머 마르코비치)